# Vještičino srce
Vještičino srce (Clathrus ruber) vrsta je saprofitne gljive porodice Phallaceae. Nejestiva je zbog izuzetno neugodnog smrada sličnom trulom mesu. Smrad privlači muhe i druge kukce koji pomažu u raznošenju spora.

## Opis
Vještičino srce raste vrlo brzo, pa tako u 3 dana naraste i nestane. U mladosti je gljiva bijela i izgleda poput jajeta, jer je omotana kožastim ovojem bijele do sivkaste boje. Kako se plodno tijelo razvija, ovoj puca i pojavi se gljiva crvene ili narančaste boje oblika mrežastog pletera sa širokim višekutnim rupama. Rešetke su iznutra naborane i pokrivene sivosmeđom masom, što su zapravo spore. Spore su bijelosmeđe, izdužene i glatke, dimenzija 5–6 x 1.7–2 µm. Postoji velika razlika u veličini unutar vrste, jer mogu biti 8-20 centimetara visoke.
Ova gljiva raste u jesen, u vlažnim šumama, livadama i uz trule panjeve. U kontinentalnom dijelu Hrvatske je prilično rijetka, ali vrlo često raste po vinogradima, vrtovima, parkovima i šumama na obalnom pojasu i otocima. 
Slična joj je velika polipovka (Anthurus archeri), ali su njeni ljubičastocrveni krakovi rašireni i podsjećaju na hobotnicu. Ni ona nije jestiva zbog istih organoleptičkih svojstava.

## Sinonimi
- Clathrus albus P. Micheli 1729
- Clathrus cancellatus Tourn. ex Fr. 1823
- Clathrus flavescens Pers. 1801
- Clathrus kusanoi (Kobayasi) Dring 1980
- Clathrus ruber var. albus (Fr.) Quadr. & Lunghini 1990
- Clathrus ruber var. flavescens (Pers.) Quadr. & Lunghini 1990
- Clathrus ruber f. kusanoi Kobayasi 1938
- Clathrus ruber var. ruber P. Micheli ex Pers. 1801
- Clathrus ruber f. ruber P. Micheli ex Pers. 1801

## Vanjske poveznice

### Sestrinski projekti
|  | Zajednički poslužitelj ima stranicu o temi Vještičino srce    |
|  | Zajednički poslužitelj ima još gradiva o temi Vještičino srce |